# ステュアート・オーキン
ステュアート・ホランド・オーキン（Stuart Holland Orkin. 1946年4月23日 - ）は、アメリカ合衆国の医学者。専門は遺伝学、血液学。主な業績は、ヘモグロビン遺伝子発現機構の解明と、異常ヘモグロビン症（鎌状赤血球症、サラセミア等）研究への応用。マンハッタン出身。

## 来歴
1967年にマサチューセッツ工科大学を卒業後、1972年にハーバード大学メディカルスクールからM.D.を取得。1973年から 1975年まで国立衛生研究所（NIH）のフィリップ・レダーの下で博士研究員となり、ボストン小児病院に勤務した。1978年からハーバード大学メディカルスクール助教授。1986年から教授。また同年からハワード・ヒューズ医学研究所に所属にしいる。2000年から2016年までダナ・ファーバー癌研究所で小児腫瘍科の部長を務めた。

## 受賞歴
- 1993年 - ウォーレン・アルパート財団賞
- 2013年 - ジェシー・スティーヴンソン・コヴァレンコ・メダル
- 2014年 - ウィリアム・アラン賞
- 2016年 - カール・ラントシュタイナー記念賞
- 2018年 - ジョージ・M・コーバー・メダル
- 2020年 - キング・ファイサル国際賞医学部門
- 2021年 - グルーバー賞遺伝学部門
- 2022年 - ガードナー国際賞、クラリベイト引用栄誉賞
- 2024年 - ショウ賞生命科学および医学部門

## 参照
- Stuart Orkin, M.D.
- STUART H. ORKIN, MD
- Stuart H. Orkin, MD